# Serri (Sardenya)
Serri (en sard, Serri) és un municipi italià, dins de la província de Sardenya del Sud. L'any 2007 tenia 760 habitants. Es troba a la regió de Trexenta. Limita amb els municipis d'Escolca, Gergei, Ísili, Mandas i Nurri.

## Administració
| Període | Identitat               | Partit        |
| ------- | ----------------------- | ------------- |
| 2006-   | Samuele Antonio Gaviano | Llista cívica |